# Vesterbro (dokumentarfilm)
|  | Denne artikel er oprettet af botten Steenthbot ud fra en ekstern database. Den kan derfor have sproglige fejl eller mangler. Denne skabelon kan fjernes efter kontrol af indholdet. |

 For alternative betydninger, se Vesterbro (flertydig). (Se også artikler, som begynder med Vesterbro)
Vesterbro er en dansk dokumentarfilm fra 2007 instrueret af Michael Noer efter eget manuskript.

## Handling
Michael Noer gav sine 20-årige naboer et digitalt videokamera og sagde, at de skulle filme de dramatiske hændelser, der skete i deres liv. Som mange på deres alder er Martin og Julie impulsive, vilde og konstant på udkig efterer stimulation. Kameraet blev deres trofaste følgesvend i deres konstante op og nedture. 'Vesterbro' er deres historie.

## Medvirkende
- Julie E. Pedersen
- Martin Jensen-Maar